# Pakistán en los Juegos Olímpicos de Seúl 1988
Pakistán estuvo representado en los Juegos Olímpicos de Seúl 1988 por un total de 30 deportistas masculinos que compitieron en 6 deportes.
El portador de la bandera en la ceremonia de apertura fue el jugador de hockey sobre hierba Nasir Ali.

## Medallistas
El equipo olímpico pakistaní obtuvo las siguientes medallas:
| Nombre            | Deporte | Competición |
| ----------------- | ------- | ----------- |
| Oro               |         |             |
| —                 |         |             |
| Plata             |         |             |
| —                 |         |             |
| Bronce            |         |             |
| Hussain Shah Syed | Boxeo   | 75 kg M     |